# Jean-Baptiste Barrière
Jean-Baptiste Barrière (Bordeaux, 2 maggio 1707 – Parigi, 6 giugno 1747) è stato un compositore francese.

## Carriera musicale
Barrière cominciò a studiare la viola e pubblicò una serie di sonate. Col tempo, però, divenne un abile violoncellista negli anni in cui la viola in Francia si stava eclissando e il violoncello stava prendendo maggior popolarità, come già era avvenuto in Italia 40 anni prima. Divenne un virtuoso violoncellista, uno dei più famosi del suo tempo.
Nel 1731 si recò a Parigi ed entrò all'Académie Royale de Musique, presso l'Opéra national de Paris, percependo uno stipendio annuo di £ 445. A Fontainebleau, il 22 ottobre 1733, re Luigi XV di Francia gli concesse per sei anni dei speciali privilegi per comporre e pubblicare diverse sonate e altri lavori instrumentali. Uno dei suoi allievi più famosi fu il conte Guergorlay, signore di Trousily. Dopo il successo del suo primo libro, Sonate per violoncello e basso continuo - Libro I, novembre 1733, pubblicò una seconda edizione, nel 1740, già completata nel 1735.
Nel 1736 si recò in Italia per studiare con il famoso violoncellista italiano Francesco Alborea, noto come "Franciscello", che nel frattempo si era distinto a Vienna fra il 1726 e il 1739. Intraprese un tour aggiuntivo in Italia nell'aprile 1737 e tornò a Parigi nell'estate del 1738, esibendosi al celebre Concerto Spirituale il 15 agosto e l'8 settembre, dove impressionò il pubblico con la sua "alta precisione", secondo la stampa locale. Nel 1739, un nuovo privilegio di 12 anni gli venne concesso a Versailles, registrato il 5 gennaio 1740. In quest'anno pubblicò il suo terzo libro, e quindi altre opere seguite nel 1741. Morì relativamente giovane, all'età di 40 anni, all'apice della sua creatività; ricevette sepoltura nel vecchio Cimitero degli Innocenti a Parigi.

## Stile
Le sue opere sono note soprattutto per la sensibilità, la risonanza emotiva e il tono profondo. Molte di esse esigono alte prestazioni tecniche, soprattutto per quanto riguarda il coordinamento della mano destra e i complicati movimenti delle dita che rendono spesso difficile maneggiare l'arco. Necessita notevole destrezza per eseguire molti dei suoi pezzi perché, mentre l'autore aveva acquisito lo stile italiano, il suo modo di comporre conserva anche un ricco gusto francese.

## Opere
- Livre I de sonates pour violoncelle et basse continue (1733 Paris, dédié au comte Guergolay, Seigneur deTrousily)
- Livre II de sonates pour violoncelle et basse continue (1735 Paris, dédié à Madame Jourdain)
- Livre III de sonates pour violoncelle et basse continue (1739 Paris)
- Livre IV de sonates pour violoncelle et basse continue (1740 Paris)
- Livre V Sonates pour le Pardessus de Viole avec basse Continue
- Livre VI Sonates et Pièces pour le Clavecin (1740)